# Fissistigma balansae
Fissistigma balansae (A.DC.) Merr. – gatunek rośliny z rodziny flaszowcowatych (Annonaceae Juss.). Występuje naturalnie w Wietnamie oraz południowych Chinach (w południowo-wschodniej części prowincji Junnan i w południowo-zachodniej części regionu autonomicznego Kuangsi). 

## Morfologia
PokrójZimozielone i zdrewniałe liany dorastające do 6 m wysokości. Młode pędy są owłosione.
LiścieMają kształt od podłużnego do podłużnie eliptycznego. Mierzą 14–23 cm długości oraz 5–10 cm szerokości. Są mniej lub bardziej skórzaste, owłosione od spodu. Nasada liścia jest od klinowej do zaokrąglonej. Blaszka liściowa jest o ostrym lub tępym wierzchołku. Ogonek liściowy jest owłosiony i dorasta do 8–20 mm długości.
KwiatyZebrane w gęste kłębiki, rozwijają się na szczytach pędów lub naprzeciwlegle do liści. Wydzielają zapach. Działki kielicha mają owalnie trójkątny kształt, są owłosione od wewnętrznej strony i dorastają do 7 mm długości. Płatki mają żółtawą  barwę, zewnętrzne mają owalnie lancetowaty kształt, są owłosione i osiągają do 1,5–2 cm długości, natomiast wewnętrzne są lancetowate, owłosione od wewnątrz i mierzą 1,5 cm długości. Kwiaty mają 4–6 owłosionych słupków o owalnie lancetowatym kształcie. Podsadki mają owalny kształt.
OwoceZebrane w owoc zbiorowy o prawie kulistym kształcie. Są mniej lub bardziej omszone, osadzone na szypułkach. Osiągają 4,5 cm długości i 4 cm szerokości.

## Biologia i ekologia
Rośnie w lasach. Występuje na wysokości od 500 do 1200 m n.p.m. Kwitnie od marca do maja, natomiast owoce pojawiają się od maja do września.